# Блуши, Бен
Бен Блуши (алб. Ben Blushi; род. 1 января 1969, Тирана) — албанский политик и писатель. Министр образования и науки Албании с 2001 по 2002 года. В настоящее время глава леволиберальной партии «Либра».

## Биография
Он изучал албанский язык и литературу в Университете Тираны. В 1991 году он присоединился к еженедельнику «Koha Jonë», позже стал его шеф-редактором. В 1999 году начал свою политическую карьеру. В течение нескольких месяцев он занимал должность заместителя министра иностранных дел в 2000 году. В 2001-2002 годах занимал должность министра образования и науки. Член Народного собрания Албании.
В апреле 2008 года он выпустил свой первый роман, «Жизнь на острове» (Të jetosh në një ishull), который стал одним из бестселлеров на албанском издательском рынке. В течение нескольких месяцев было продано 30 000 экземпляров книги, является рекордным количеством в Албании.  Действие романа охватывает албанскую историю во времена Османской империи (XV—XVIII века). Его второй роман, «Отелло, венецианский мавр» выиграл Премию Европейского Союза по литературе в 2014 году. Блуши является атеистом.